# Asahi (Chiba)
Asahi è una città giapponese della prefettura di Chiba.